# Вилмет (Илиноис)
Вилмет (енгл. Wilmette) град је у америчкој савезној држави Илиноис.

## Демографија
По попису из 2010. године број становника је 27.087, што је 564 (-2,0%) становника мање него 2000. године.
| Група             | 2000.          | 2010.          |
| Белци             | 24.343 (88,0%) | 22.471 (83,0%) |
| Афроамериканци    | 156 (0,6%)     | 215 (0,8%)     |
| Азијати           | 2.255 (8,2%)   | 2.917 (10,8%)  |
| Хиспаноамериканци | 574 (2,1%)     | 902 (3,3%)     |
| Укупно            | 27.651         | 27.087         |